# Trelleborgs distrikt
Trelleborgs distrikt er et folkebogføringsdistrikt i Trelleborgs kommun og Skåne län.
Distriktet ligger i og omkring Trelleborg.
Distriktet blev oprettet den 1. januar 2016, og det den samme udstrækning, som Trelleborg Menighed (Trelleborgs församling) havde ved årsskiftet 1999/2000.
55°22′34″N 13°09′04″Ø / 55.3761°N 13.1511°Ø